# Extatosoma popa
Extatosoma popa är en insektsart. Extatosoma popa ingår i släktet Extatosoma och familjen Phasmatidae.

## Underarter
Arten delas in i följande underarter:
- E. p. carlbergi
- E. p. popa